# Bodolz
Bodolz er en kommune i Landkreis Lindau, i regierungsbezirk Schwaben, i den tyske delstat Bayern.

## Geografi
Kommunen består ud over Bodolz, af disse landsbyer og bebyggelser:
| - Bettnau - Bruggach - Ebnet - Enzisweiler | - Hochsträß - Mittenbuch - Taubenberg |

## Historie
Fuggerslægten erhvervede Bodolz i 1592 sammen med herresædet Wasserburg. Et år senere erhvervede de også jord i området fra Lindauer Damenstift.
Bodolz var indtil 1763 en del af Fuggernes Herrschaft Wasserburg og kom så under Østrig. Efter Freden i Pressburg (1805) blev kommunen en del af Bayern.
Den nuværende kommune blev dannet i 1818.